# オスカル・ムリージョ
オスカル・ファビアン・ムリージョ・ムリージョ（スペイン語: Óscar Fabián Murillo Murillo、1988年4月18日 - ）は、コロンビアのサッカー選手。コロンビア代表。ポジションはDF。

## 経歴

### クラブ
ボカ・ジュニアーズの下部組織出身。2007年にコロンビア2部のセンタウロス・ビジャビセンシオで選手となった。2008年に故郷のデポルテス・キンディオに加入しレギュラーとして活躍、メジャーリーグサッカーのクラブから興味を持たれるようになった。2010年2月に期限付き移籍の形で同リーグのコロラド・ラピッズに加入。しかし7月に出場機会もないままレンタル移籍は打ち切りとなった。2011年にデポルティーボ・ペレイラに移籍。その後2012年にアトレティコ・ナシオナルに加入した。
2015年12月10日にリーガMXのCFパチューカに2016年クラウスーラから加入する事が発表された。

### 代表
2016年3月24日の2018 FIFAワールドカップ・南米予選のボリビア代表戦で初出場しコロンビア代表デビュー。2018 FIFAワールドカップのメンバーにも選出された。

## 代表歴

### 出場大会
- コロンビア代表
  - 2018 FIFAワールドカップ

### 試合数
- 国際Aマッチ 23試合 0得点（2016年-2021年）[6]

| コロンビア代表 | 国際Aマッチ | 国際Aマッチ |
| 年             | 出場        | 得点        |
| -------------- | ----------- | ----------- |
| 2016           | 7           | 0           |
| 2017           | 4           | 0           |
| 2018           | 4           | 0           |
| 2019           | 2           | 0           |
| 2020           | 0           | 0           |
| 2021           | 6           | 0           |
| 通算           | 23          | 0           |

## タイトル

### クラブ
アトレティコ・ナシオナル
- カテゴリア・プリメーラA: 2013-I, 2013-II, 2014-I
- コパ・コロンビア: 2012, 2013
- スーペルリーガ・コロンビアーナ: 2012

パチューカ
- リーガMX: 2016クラウスーラ
- CONCACAFチャンピオンズリーグ: 2016-17